# بک‌بون جی‌اس
بک‌بون.جی‌اس (انگلیسی: Backbone.js) یک کتابخانهٔ جاوااسکریپتی با اینترفیس  RESTful  و بر پایهٔ model–view–presenter و پارادایم طراحی برنامهٔ مدل اکتور است.